# Mil Mi-60
Der Mil Mi-60 (russisch Миль Ми-60) ist ein dreisitziger Leichthubschrauber. Es wurde erstmals 2001 auf der Moskauer Luftfahrtschau gezeigt. Der Hubschrauber verfügt über einen Hauptrotor mit drei Blättern und einen Heckrotor mit zwei Blättern.

## Geschichte
1993 erhielt das OKB Mil vom russischen Staatskomitee für die Entwicklung von Wissenschaft und Technologie den Auftrag, einen leichten dreisitzigen Trainingshubschrauber zu entwickeln. Das neue Modell trägt den Namen Mi-60MAI. Neben Schulungszwecken ist der Hubschrauber für den Transport leichter Fracht und die Umweltüberwachung konzipiert. Die Gesamtkosten der Entwicklung belaufen sich auf etwa 30 Millionen Dollar, der Preis einer Einheit wird auf etwa 140–150.000 Dollar geschätzt. Die Entwicklung steht unter der Leitung von M.N. Tischnenko vom Moskauer Luftfahrtinstitut. Es wurde kein flugfähiger Prototyp gebaut.

## Technische
Der Mi-60MAI-Hubschrauber ist nach dem klassischen Design mit konventionellem Rotor und Heckrotor konstruiert. Der Hauptrotor hat drei Blätter und einen Heckrotor mit zwei Blättern.
Der Rumpf besteht größtenteils aus Verbundwerkstoffen. Die Kabine verfügt über zwei Sitzplätze – für Pilot und Passagier – und ist großflächig verglast. Auf jeder Seite ist eine Flügeltür montiert, die nach außen öffnet. Der Helikopter hat starre Landekufen. Der Hubschrauber ist wahlweise mit einem Sechszylindermotor Lycoming O-320B2C (160 PS), mit zwei Wankelmotoren D-150 von Awiadwigatel aus Perm (je 150 PS) oder mit zwei BRP-Rotax914F ausgestattet. Sie befinden sich im hinteren Teil des Rumpfes nebeneinander, direkt hinter dem Cockpit. Unter dem Kabinenboden sind zwei Kraftstofftanks installiert. Das Steuerungssystem ist doppelt vorhanden.